# Israeliska köket
Israeliska köket är en blandning av matvanor från Europa, Nordafrika och Mellanöstern. Restaurangerna blandar utländska matvanor till nya inhemska maträtter samtidigt som marknaderna säljer importerade produkter. 
Då en stor del av israelerna är judar är många maträtter tillagade enligt kosher.
På senare år har Israel och främst Tel Aviv blivit en stad där det är lätt att hitta vegansk  mat. 